# نوريكو هايامي
نوريكو هايامي (باليابانية: 速水典子؛ بالكانا: はやみ のりこ) هي ممثلة يابانية، ولدت في 20 سبتمبر 1959 في طوكيو في اليابان.